# Gare de Tambabashi
Pour les articles homonymes, voir Tamba.
Ne doit pas être confondu avec Gare de Tambaguchi.
La gare de Tambabashi (丹波橋駅, Tanbabashi-eki) est une gare ferroviaire de la ville de Kyoto au Japon. La gare est gérée par la compagnie Keihan.

## Situation ferroviaire
La gare de Tambabashi est située au point kilométrique (PK) 41,3 de la ligne principale Keihan.

## Histoire
La gare est inaugurée le 15 avril 1910 sous le nom de gare de Momoyama. Elle prend son nom actuel en 1913.

## Service des voyageurs

### Accès et accueil
La gare dispose d'un bâtiment voyageurs, avec guichets, ouvert tous les jours.

### Desserte
- Ligne principale Keihan :
  - voies 1 et 2 : direction Sanjō (interconnexion avec la ligne Keihan Ōtō pour Demachiyanagi)
  - voies 3 et 4 : direction Chūshojima, Hirakatashi, Yodoyabashi et Nakanoshima

### Intermodalité
La gare de Kintetsu-Tambabashi sur la ligne Kintetsu Kyoto est située à l'est de la gare.